# La Marche (jaskinia)
La Marche – jaskinia położona w pobliżu miejscowości Lussac-les-Châteaux we francuskim departamencie Vienne. Stanowisko archeologiczne. Od 1970 roku posiada status monument historique, w kategorii classé (zabytek o znaczeniu krajowym).
Pierwsze, częściowe, badania jaskini przeprowadził w 1914 roku H. Lavergne. Nie znalazłszy jednak nic poza kilkoma narzędziami kamiennymi, porzucił wykopaliska. W latach 1937–1942 Léon Péricard i Stéphane Lwoff przeprowadzili kompleksowe badania archeologiczne, odnajdując ponad 1500 kamiennych płytek pokrytych rytami przedstawiającymi zwierzęta oraz postaci ludzkie. W 1939 i 1940 roku jaskinię odwiedził Henri Breuil, który zapoznał się ze znaleziskami. W późniejszym okresie prace wykopaliskowe w Le Marche prowadzili Louis Pradel (1957-1958) i Jean Airvaux (1988-1993).
W trakcie prac wykopaliskowych w jaskini Le Marche odkryto związane z kulturą magdaleńską narzędzia kamienne i wyroby kościane, datowane na ok. 15 tysięcy lat temu. Największy rozgłos zdobyły sobie jednak odkryte przez Péricarda kamienne płytki z rytami przedstawiającymi zwierzęta (lwy, konie, niedźwiedzie, antylopy), a także nietypowe dla sztuki magdaleńskiej przedstawienia postaci ludzkich. Przedstawione na nich wizerunki mężczyzn, kobiet i dzieci, ujętych w całości z profilu lub samych twarzy, charakteryzują się realizmem przyjmującym niekiedy formę portretu czy wręcz karykatury. Niektóre z nich odziane są w czapki, buty i płaszcze. Nietypowość znaleziska sprawiła, że część badaczy podważa ich autentyczność. Ponadto w podłożu jaskini odkryto otwory ułożone w kształt konstelacji Plejad, będące prawdopodobnie formą paleolitycznego kalendarza astronomicznego.